# Young Corbett III
Young Corbett III, pseudonimo di Raffaele Giordano (Rionero in Vulture, 27 maggio 1905 – Auberry, 15 luglio 1993), è stato un pugile statunitense di origine italiana.
Fu campione del mondo dei pesi welter nel 1933 e dei pesi medi nel 1938. È riconosciuto fra i più grandi pugili di ogni tempo.

## Biografia
Nato a Rionero in Vulture, da Vito Giordano e Gelsomina Capobianco, emigrò con la famiglia negli Stati Uniti, quando era ancora un neonato. Si stabilì a Pittsburgh e in seguito a Fresno (California) nel 1909. Iniziò a lavorare come venditore ambulante di giornali e, nel frattempo, maturò la passione per il pugilato. Era noto tra gli amici come "Ralph Giordano" ma cambiò ben presto il suo pseudonimo in "Young Corbett III".
Pugile mancino, coriaceo, di grande combattività, iniziò a boxare all'età di 14 anni e incontrò molti campioni della sua epoca. Debuttò il 28 settembre 1919, vincendo contro Paul "Young McGovern" Vautier. Disputò quattro incontri con Young Jack Johnson, vincendone tre e pareggiandone uno. Sconfisse altri importanti pugili come Jack Zivic, Sgt. Sammy Baker e Ceferino Garcia.
Il 22 febbraio 1933, vinse il campionato mondiale dei pesi welter battendo Jackie Fields dopo 10 round ma venne sconfitto il 29 maggio dello stesso anno da Jimmy McLarnin per knockout. Successivamente, passò alla categoria pesi medi, vincendo competizioni contro campioni come Gus Lesnevich, Mickey Walker e Billy Conn. Il 22 febbraio 1938 fu consacrato campione del mondo dei pesi medi dopo aver battuto Fred Apostoli, dal quale verrà poi sconfitto in una rivincita il 18 novembre di quell'anno.
Disputò la sua ultima gara agonistica il 20 agosto 1940, vincendo contro Richard "Sheik" Rangel. Parallelamente alla carriera di pugile, fu anche istruttore di educazione fisica per la California Highway Patrol, polizia stradale dello stato della California. Nel tempo libero, si dedicava alla coltivazione di uva. Dopo la sua morte, a Fresno gli venne dedicata una statua in bronzo. Nel 2004, fu introdotto nella International Boxing Hall of Fame. Suo cugino Al Manfredo fu anche un boxer mentre suo pronipote Matt Giordano è un ex giocatore di football americano.